# Valencia, Venezuela
Valencia un oraș din Venezuela, capitala provinciei Carabobo, cu peste 1.574.205 locuitori, fondat în 1555. Este amplasat la altitudinea de 479 m, într-o vale din munții Cordillera de la Costa la 180 km de Caracas, în statul Carabobo din Venezuela. Orașul se află în apropiere de lacul Valencia al doilea lac ca mărime din Venezuela.